# Jung Chul-woon
Jung Chul-woon (kor. 정철운; * 30. Juli 1986) ist ein südkoreanischer Fußballspieler.

## Karriere
Jung Chul-woon erlernte das Fußballspielen in der Universitätsmannschaft der Kwangwoon University in Seoul. Von 2009 bis 2010 stand er beim Gangwon FC unter Vertrag. Der Verein aus Gangwon-do spielte in der ersten Liga des Landes, der K League 1. Für Gangwon absolvierte er zehn Erstligaspiele. 2011 wechselte er nach Gyeongju zu Gyeongju KHNP. Mit dem Verein spielte er in der dritten Liga, der damaligen Korea National League. Mitte 2013 verließ er Südkorea. In Thailand unterschrieb er einen Vertrag beim Pattaya United FC. Mit dem Verein aus Pattaya spielte er in der ersten Liga, der Thai Premier League. Ende 2013 musste er mit dem Verein in die zweite Liga absteigen. Für die Dolphins absolvierte er fünf Erstligaspiele. Nach dem Abstieg unterschrieb er einen Vertrag beim Chiangmai FC. Der Verein aus Chiangmai spielte in der zweiten Liga, der Thai Premier League Division 1. Ende 2014 wurde sein Vertrag nicht verlängert. Wo er 2015 spielte, ist unbekannt. 2016 nahm ihn der südkoreanische Klub FC Avengers unter Vertrag.